# William Buel Franklin
Pour les articles homonymes, voir Franklin.
William Buel Franklin (27 février 1823 – 8 mars 1903) était un militaire de carrière de l'US Army, officier puis général de l'Armée de l'Union lors de la Guerre de Sécession. Il participa à plusieurs grandes batailles sur le théâtre de l'est lors de cette guerre.